# Wimbledon Championships 1934
Die 54. Auflage der Wimbledon Championships fand 1934 auf dem Gelände des All England Lawn Tennis and Croquet Club an der Church Road statt.
Erstmals seit 1909 gingen beide Einzeltitel wieder an Großbritannien. Der All England Club und der englische Tennisverband, die Lawn Tennis Association, einigten sich darauf, die Wimbledon Championships gemeinsam zu organisieren. Die Gewinne aus dem Turnier sollte zukünftig die LTA erhalten.

## Herreneinzel
Fred Perry siegte im Herreneinzel. Er schlug im Finale den Vorjahressieger Jack Crawford.

## Dameneinzel
Dorothy Round gewann ihren ersten Wimbledon-Titel.

## Herrendoppel
Im Herrendoppel holten sich George Lott und Lester Stoefen den Titel.

## Damendoppel
Im Damendoppel verteidigten Simonne Mathieu und Elizabeth Ryan den Titel.

## Mixed
Der Titel im Mixed ging an Dorothy Round und Tatsuyoshi Miki.

## Quelle
- J. Barrett: Wimbledon: The Official History of the Championships. HarperCollins Publishers, London 2001, ISBN 0-00-711707-8.